# Neith (Königin)
Neith (Ägyptische Sprache N.t, eigentlich wohl Nr.t/Nj.t) war eine altägyptische Königin der 6. Dynastie. Sie war die Gemahlin von Pepi II. und die Mutter von Anchkare, bei dem es sich wohl um König Nemtiemsaef II. handelt, und die Tochter von Pepi I. und vielleicht auch Gemahlin von Merenre.
Die Pyramide der Neith wurde neben der von Pepi II. in Sakkara gefunden. Die Anlage hat einen Totentempel und war reich mit Reliefs geschmückt, die Grabkammer der Königin ist mit Pyramidentexten dekoriert.